# Novembre 1779

## Événements
- 18 novembre : accords frontaliers signés à Bruxelles entre la France et les Pays-Bas autrichiens[1].

## Naissances
- 19 novembre : Pierre-François Bernier (mort en 1803), astronome français.
- 22 novembre : Toussaint von Charpentier (mort en 1847), géologue et entomologiste allemand.

## Décès
- 9 novembre : Thomas Chippendale, ébéniste britannique.
- 13 novembre : John Lawson (né en 1723), mathématicien anglais[2].
- 16 novembre : Pehr Kalm (né en 1716), botaniste suédois d'origine finlandaise.